# فريدريك تايلور (مؤرخ)
فريدريك تايلور (بالإنجليزية: Frederick Taylor)‏ هو مؤرخ بريطاني، ولد في 28 ديسمبر 1947 في أيلزبري في المملكة المتحدة.